# Cesseras
Cesseras é uma comuna francesa na região administrativa de Occitânia, no departamento de Hérault. Estende-se por uma área de 15,07 km². Em 2010 a comuna tinha 413 habitantes (densidade: 27,4 hab./km²).